# Лыкосов, Василий Николаевич
Василий Николаевич Лыкосов (14 января 1945, Карпинск, Свердловская область — 10 сентября 2021, Москва) — специалист в области геофизической гидродинамики.

## Биография
В 1962 году окончил с серебряной медалью среднюю школу № 2 г. Назарово Красноярского края. В этом же году поступил на механико-математический факультет Новосибирского государственного университета.
В 1967 году окончил механико-математический факультет НГУ.
Кандидат физико-математических наук (1972). Тема диссертации: «Некоторые вопросы теории турбулентного планетарного слоя атмосферы Земли» (научный руководитель Л. Н. Гутман).
Доктор физико-математических наук (1989). Тема диссертации: «Математическое моделирование взаимодействия планетарного пограничного слоя с подстилающей поверхностью и с крупномасштабной циркуляцией атмосферы».
Член-корреспондент РАН (2000).
Главный научный сотрудник ИВМ РАН. По совместительству также зав.лабораторией НИВЦ МГУ.
С 2004 года — профессор кафедры вычислительных технологий и моделирования факультета ВМК МГУ.
Указом Президиума Верховного Совета СССР награждён медалью «За трудовую доблесть» (1986), лауреат премии МАИК «Наука/Интерпериодика» (1998) и Государственной премии России (2000). Президиумом Академии наук награждён почётными грамотами в связи с 250-летием АН СССР (1974) и 275-летием РАН (1999)
Область научных интересов: геофизическая гидродинамика (динамика пограничных слоёв атмосферы и океана, общая циркуляция атмосферы, математическое моделирование климата), теория турбулентности (когерентные структуры, многофазные течения), гидрология суши.
Автор и соавтор более 120 научных работ, в том числе 3 монографий.
Скончался в Москве 10 сентября 2021 года. Похоронен на Николо-Архангельском кладбище (участок 4Б).